# ياسن بتروف
ياسن بتروف (بالبلغارية: Ясен Петров)‏ هو لاعب كرة قدم ومدرب كرة قدم بلغاري في مركز الوسط، ولد في 23 يونيو 1968 في بلوفديف في بلغاريا. شارك مع منتخب بلغاريا لكرة القدم. أما مع النوادي، فقد لعب مع بيرين جوتشي ديلتشيف وتنس بوروسيا برلين وجيانغسو سونينغ وسلافيا صوفيا وليفسكي صوفيا ونادي بوتيف بلوفديف ونادي لوكوموتيف صوفيا.

## وصلات خارجية
- ياسن بتروف على موقع قاعدة بيانات كرة القدم.إي يو (الإنجليزية)
- ياسن بتروف على موقع ناشيونال فوتبول تيمز (الإنجليزية)
- ياسن بتروف على موقع عالم كرة القدم.نت (الإنجليزية)